# Cloruro de plomo(IV)
El cloruro de plomo(IV), también conocido como tetracloruro de plomo, tiene la fórmula molecular PbCl4. Es un líquido aceitoso de color amarillo, estable por debajo de 0 °C y se descompone a 50 °C.  Tiene una configuración tetraédrica, con el plomo como átomo central. Los enlaces covalentes Pb- Cl se han medido en 247 pm y la energía de enlace es de 243 kJ⋅mol −1 .

## Síntesis
El tetracloruro de plomo se puede fabricar mediante la reacción del cloruro de plomo(II) PbCl 2 y ácido clorhídrico HCl, en presencia de gas cloro (Cl2), dando lugar a la formación de ácido cloroplumbico H2PbCl6. Luego se convierte en la sal de amonio (NH4)2PbCl6 añadiendo cloruro de amonio (NH4Cl). Finalmente, la solución se trata con ácido sulfúrico concentrado H2SO4, para separar el tetracloruro de plomo. Esta serie de reacciones se lleva a cabo a 0 °C. Las siguientes ecuaciones ilustran la reacción:
PbCl2 + 2HCl + Cl2 → H2PbCl6
H2PbCl6 + 2 NH4Cl → (NH4)2PbCl6 + 2HCl
(NH4)2PbCl6 + H2SO4 → PbCl4+ 2HCl + (NH4)2SO4

## Reacción con agua
A diferencia del tetracloruro de carbono, otro cloruro del grupo IV (IUPAC: grupo 14), el tetracloruro de plomo reacciona con el agua. Esto se debe a que el átomo central es más grande (el plomo es más grande que el carbono), por lo que hay menos sobrecarga y el agua puede acceder a él fácilmente. Además, debido a la presencia de orbitales d vacíos en el átomo de plomo, el oxígeno puede unirse a él antes de que se rompan los enlaces Pb-Cl, por lo que se requiere menos energía. Así pues, la reacción global es la siguiente:
PbCl4 + 2H2O → PbO2(s) + 4HCl(g)

## Estabilidad
El tetracloruro de plomo tiende a descomponerse aún más en dicloruro de plomo y gas cloro:
PbCl4 →  PbCl2 + Cl2(g)
Hay informes que indican que esta reacción puede ser explosiva y que el compuesto se almacena mejor bajo ácido sulfúrico puro a -80 °C y en la oscuridad.
La estabilidad del estado de oxidación +4 disminuye a medida que descendemos en este grupo de la tabla periódica.  Así, mientras que el tetracloruro de carbono es un compuesto estable, con el plomo se favorece el estado de oxidación +2 y el PbCl4 se convierte rápidamente en PbCl2. De hecho, el efecto del par inerte hace que el plomo favorezca su estado de oxidación +2: el átomo de Pb pierde todos sus electrones p más externos y termina con un subesqueleto s estable y lleno.

## Toxicidad
El plomo es un veneno acumulativo. Solo se han demostrado pruebas limitadas de su efecto carcinógeno, pero el tetracloruro de plomo y todos los demás compuestos de plomo se consideran «carcinógenos humanos con probabilidad razonable» según el Informe sobre carcinógenos, duodécima edición (2011). El cuerpo puede absorber el plomo a través de varias vías, principalmente la inhalación, pero también la ingestión y el contacto dérmico. Los compuestos de plomo también son teratógenos.